# Rakhinové
Rakhinové (barmsky ရခိုင်လူမျိုး, v rakhinské výslovnosti "rakhai(n) lumjo" [ɹəkʰàiɴ lùmjó]; barmská výslovnost je "jakhai(n) lumjo" [jəkʰàiɴ lùmjó]), dříve běžně známí pod názvem Arakánci, jsou etnická skupina v Myanmaru (Barmě), které tvoří většinu v pobřežní oblasti dnešního Státu Rakhine (dříve oficiálně zvaného Arakan). Odhaduje se, že představují 5,53 % nebo více z  celkové populace Myanmaru, avšak žádné přesné údaje ze sčítání lidu neexistují. Arakánci-Rakhinové žijí také v jihovýchodní části Bangladéše, a to zejména v krajích Čattagrám (anglicky Chittagong) a Barisal. Skupina  arakanského původu, žijící v Čattagrámských horách Bangladéše přinejmenším od 16. století, je známa pod názvem Marmové či Mogové. Tito potomci Arakánců zde žijí od dob, kdy tuto oblast ovládalo Arakanské království (viz historie Státu Rakhine).
Potomci Arakanů se rozšířili na sever až po svazový stát Tripura v severovýchodní Indii, kde se jejich přítomnost se datuje od dob, kdy Tripuru ovládalo Arakanské království. V severovýchodní Indii je toto arakanské etnikum  označováno názvem Mog, zatímco v indické historii se etnikum Marma (lidé  arakanského původu v Bangladéši) a další arakanská etnika  označují výrazem Magh.

## Kultura
Rakhinové-Arakanové jsou převážně théravádoví buddhisté a jsou jednou ze čtyř hlavních Buddhistických etnických skupin v Barmě (zbylé tři jsou Barmánci, Šanové a Monové). Tvrdívá se, že je to jedna z prvních národnostních skupin, jež se stala následovníky Gautamy Buddhy v Jihovýchodní Asii. Arakanská kultura je podobná dominantní Barmské kultuře, ale s větším indickým vlivem, pravděpodobně vzhledem ke své geografické izolaci (od Barmské pevniny ji dělí Arakanské hory) a své blízkosti k Indickému subkontinentu. Stopy indického vlivu jsou patrny v mnoha aspektech arakanské kultury, včetně literatury, hudby a kuchyně.

## Jazyk
Arakanština je blízká  barmštině, s níž si je vzájemně srozumitelná. Arakanština však zachovává hlásku /r/, která se v barmštině změnila na  /j/. Moderní arakanština se píše barmským písmem. V historii se užívalo též písmo zvané rakhawunna, jež se zachovalo v nápisech z období Vesali (Wethali).